# Eleições presidenciais de 2006 em Braga

## Resultados Oficiais
| Candidato               | Candidato               | Votos   | %               |
| ----------------------- | ----------------------- | ------- | --------------- |
|                         | Aníbal Cavaco Silva     | 47 086  | 51,27 / 100,00  |
|                         | Manuel Alegre           | 18 797  | 20,47 / 100,00  |
|                         | Mário Soares            | 13 430  | 14,62 / 100,00  |
|                         | Jerónimo de Sousa       | 7 147   | 7,78 / 100,00   |
|                         | Francisco Louçã         | 5 038   | 5,49 / 100,00   |
|                         | Garcia Pereira          | 348     | 0,38 / 100,00   |
| Votos Inválidos         | Votos Inválidos         | 1 408   | 1,51 / 100,00   |
| Total                   | Total                   | 93 254  | 100,00 / 100,00 |
| Eleitorado/Participação | Eleitorado/Participação | 133 659 | 69,77 / 100,00  |

## Resultados por Freguesia
Os resultados dos candidatos por freguesia foram os seguintes:
| Freguesia                    | %     | %     | %     | %     | %    | %    | Votantes |
| Freguesia                    | ACS   | MA    | MS    | JDS   | FL   | GP   | Votantes |
| ---------------------------- | ----- | ----- | ----- | ----- | ---- | ---- | -------- |
| Adaúfe                       | 52,10 | 19,24 | 16,34 | 6,52  | 5,36 | 0,43 | 2 100    |
| Arcos                        | 53,01 | 19,28 | 13,49 | 6,99  | 6,99 | 0,24 | 418      |
| Arentim                      | 46,48 | 21,38 | 23,96 | 4,59  | 3,16 | 0,43 | 708      |
| Aveleda                      | 51,51 | 18,95 | 13,77 | 9,74  | 5,72 | 0,31 | 1 314    |
| Braga - Cividade             | 56,19 | 17,15 | 15,08 | 5,92  | 5,21 | 0,45 | 1 130    |
| Braga - Maximinos            | 47,24 | 21,45 | 15,54 | 9,32  | 6,09 | 0,36 | 4 510    |
| Braga - S. João do Souto     | 67,46 | 13,67 | 10,85 | 4,16  | 2,97 | 0,89 | 682      |
| Braga - S. José de S. Lázaro | 50,73 | 22,46 | 14,73 | 6,68  | 5,09 | 0,31 | 8 560    |
| Braga - São Vicente          | 45,61 | 22,49 | 16,10 | 9,79  | 5,62 | 0,40 | 5 910    |
| Braga - São Victor           | 48,05 | 22,94 | 14,04 | 8,52  | 5,97 | 0,47 | 12 962   |
| Braga - Sé                   | 43,04 | 24,05 | 16,15 | 10,01 | 6,38 | 0,38 | 2 937    |
| Cabreiros                    | 60,96 | 13,85 | 13,85 | 6,63  | 4,62 | 0,10 | 1 059    |
| Celeirós                     | 51,35 | 18,24 | 15,32 | 8,37  | 6,39 | 0,33 | 1 837    |
| Crespos                      | 58,30 | 13,13 | 19,11 | 5,21  | 3,86 | 0,39 | 527      |
| Cunha                        | 45,26 | 15,33 | 30,17 | 4,14  | 4,62 | 0,49 | 421      |
| Dume                         | 45,92 | 21,71 | 17,68 | 9,88  | 4,34 | 0,47 | 1 930    |
| Escudeiros                   | 64,67 | 8,70  | 14,31 | 5,62  | 6,34 | 0,36 | 559      |
| Espinho                      | 58,56 | 17,82 | 12,85 | 6,49  | 3,87 | 0,41 | 734      |
| Esporões                     | 67,89 | 12,30 | 9,67  | 4,32  | 5,07 | 0,75 | 1 074    |
| Este São Mamede              | 54,73 | 22,43 | 10,91 | 6,17  | 5,25 | 0,51 | 983      |
| Este São Pedro               | 54,36 | 20,94 | 13,35 | 4,28  | 6,72 | 0,35 | 1 163    |
| Ferreiros                    | 47,00 | 20,71 | 16,35 | 8,88  | 6,75 | 0,31 | 3 658    |
| Figueiredo                   | 63,46 | 14,57 | 12,35 | 3,95  | 5,31 | 0,37 | 818      |
| Fradelos                     | 71,61 | 10,11 | 10,32 | 3,87  | 3,66 | 0,43 | 470      |
| Fraião                       | 59,07 | 18,22 | 13,93 | 3,46  | 5,33 | 0    | 1 085    |
| Frossos                      | 42,34 | 27,82 | 15,65 | 6,64  | 7,43 | 0,11 | 906      |
| Gondizalves                  | 51,47 | 19,57 | 13,27 | 8,04  | 7,51 | 0,13 | 756      |
| Gualtar                      | 50,55 | 21,71 | 14,64 | 7,56  | 5,05 | 0,48 | 2 314    |
| Guisande                     | 68,13 | 12,09 | 9,89  | 6,23  | 3,66 | 0    | 275      |
| Lamaçães                     | 49,51 | 26,34 | 12,97 | 5,19  | 5,67 | 0,32 | 1 257    |
| Lamas                        | 69,14 | 12,39 | 9,68  | 3,15  | 5,41 | 0,23 | 449      |
| Lomar                        | 49,81 | 21,77 | 12,90 | 9,12  | 5,91 | 0,49 | 2 719    |
| Merelim São Paio             | 40,45 | 22,57 | 15,17 | 14,19 | 7,32 | 0,30 | 1 344    |
| Merelim São Pedro            | 54,16 | 21,72 | 12,42 | 6,43  | 4,65 | 0,63 | 1 143    |
| Mire de Tibães               | 48,38 | 20,16 | 17,28 | 8,21  | 5,76 | 0,22 | 1 410    |
| Morreira                     | 68,73 | 13,32 | 9,27  | 4,25  | 3,86 | 0,58 | 526      |
| Navarra                      | 59,75 | 15,77 | 16,60 | 4,15  | 3,32 | 0,41 | 245      |
| Nogueira                     | 46,73 | 23,27 | 16,29 | 7,49  | 5,95 | 0,26 | 3 177    |
| Nogueiró                     | 51,64 | 22,84 | 12,02 | 7,85  | 5,06 | 0,50 | 1 025    |
| Oliveira São Pedro           | 58,74 | 15,03 | 12,57 | 8,20  | 4,92 | 0,55 | 372      |
| Padim da Graça               | 58,14 | 18,04 | 15,00 | 5,20  | 3,33 | 0,29 | 1 034    |
| Palmeira                     | 52,33 | 21,99 | 13,69 | 6,13  | 5,43 | 0,53 | 2 851    |
| Panóias                      | 44,43 | 19,17 | 16,32 | 12,44 | 7,38 | 0,26 | 779      |
| Parada de Tibães             | 53,09 | 20,46 | 15,06 | 8,49  | 2,51 | 0,39 | 523      |
| Passos São Julião            | 67,60 | 12,45 | 12,23 | 4,51  | 2,79 | 0,43 | 471      |
| Pedralva                     | 62,01 | 10,06 | 14,94 | 8,93  | 3,57 | 0,49 | 619      |
| Penso Santo Estêvão          | 68,36 | 11,27 | 13,09 | 4,36  | 2,91 | 0    | 279      |
| Penso São Vicente            | 62,08 | 13,33 | 14,17 | 8,33  | 2,08 | 0    | 247      |
| Pousada                      | 68,05 | 13,53 | 13,53 | 1,50  | 3,01 | 0,38 | 268      |
| Priscos                      | 69,27 | 12,89 | 8,37  | 3,84  | 5,62 | 0    | 733      |
| Real                         | 42,70 | 23,09 | 14,78 | 12,22 | 6,77 | 0,44 | 2 782    |
| Ruilhe                       | 55,15 | 20,46 | 10,43 | 6,78  | 6,78 | 0,41 | 756      |
| Santa Lucrécia de Algeriz    | 50,00 | 16,78 | 19,46 | 10,07 | 3,36 | 0,34 | 300      |
| Semelhe                      | 56,08 | 19,18 | 14,02 | 4,95  | 5,36 | 0,41 | 490      |
| Sequeira                     | 55,68 | 18,40 | 13,52 | 6,00  | 6,24 | 0,16 | 1 274    |
| Sobreposta                   | 72,18 | 8,72  | 10,08 | 4,21  | 4,36 | 0,45 | 679      |
| Tadim                        | 55,44 | 15,37 | 16,58 | 7,43  | 5,01 | 0,17 | 584      |
| Tebosa                       | 61,48 | 15,09 | 16,85 | 3,69  | 2,73 | 0,16 | 629      |
| Tenões                       | 46,66 | 24,47 | 14,22 | 9,25  | 4,69 | 0,71 | 716      |
| Trandeiras                   | 67,84 | 12,16 | 12,58 | 3,92  | 3,30 | 0,21 | 493      |
| Vilaça                       | 59,47 | 15,61 | 10,88 | 8,25  | 5,79 | 0    | 577      |
| Vimieiro                     | 62,41 | 12,77 | 12,48 | 7,46  | 4,59 | 0,29 | 703      |
| Braga                        | 51,27 | 20,47 | 14,62 | 7,78  | 5,49 | 0,38 | 93 254   |

#### Adaúfe
| Candidato               | Candidato               | Votos | %               |
| ----------------------- | ----------------------- | ----- | --------------- |
|                         | Aníbal Cavaco Silva     | 1 078 | 52,10 / 100,00  |
|                         | Manuel Alegre           | 398   | 19,24 / 100,00  |
|                         | Mário Soares            | 338   | 16,34 / 100,00  |
|                         | Jerónimo de Sousa       | 135   | 6,52 / 100,00   |
|                         | Francisco Louçã         | 111   | 5,36 / 100,00   |
|                         | Garcia Pereira          | 9     | 0,43 / 100,00   |
| Votos Inválidos         | Votos Inválidos         | 31    | 1,48 / 100,00   |
| Total                   | Total                   | 2 100 | 100,00 / 100,00 |
| Eleitorado/Participação | Eleitorado/Participação | 3 352 | 62,65 / 100,00  |

#### Arcos
| Candidato               | Candidato               | Votos | %               |
| ----------------------- | ----------------------- | ----- | --------------- |
|                         | Aníbal Cavaco Silva     | 220   | 53,01 / 100,00  |
|                         | Manuel Alegre           | 80    | 19,28 / 100,00  |
|                         | Mário Soares            | 56    | 13,49 / 100,00  |
|                         | Jerónimo de Sousa       | 29    | 6,99 / 100,00   |
|                         | Francisco Louçã         | 29    | 6,99 / 100,00   |
|                         | Garcia Pereira          | 1     | 0,24 / 100,00   |
| Votos Inválidos         | Votos Inválidos         | 3     | 0,72 / 100,00   |
| Total                   | Total                   | 418   | 100,00 / 100,00 |
| Eleitorado/Participação | Eleitorado/Participação | 555   | 75,32 / 100,00  |

#### Arentim
| Candidato               | Candidato               | Votos | %               |
| ----------------------- | ----------------------- | ----- | --------------- |
|                         | Aníbal Cavaco Silva     | 324   | 46,48 / 100,00  |
|                         | Mário Soares            | 167   | 23,96 / 100,00  |
|                         | Manuel Alegre           | 149   | 21,38 / 100,00  |
|                         | Jerónimo de Sousa       | 32    | 4,59 / 100,00   |
|                         | Francisco Louçã         | 22    | 3,16 / 100,00   |
|                         | Garcia Pereira          | 3     | 0,43 / 100,00   |
| Votos Inválidos         | Votos Inválidos         | 11    | 1,55 / 100,00   |
| Total                   | Total                   | 708   | 100,00 / 100,00 |
| Eleitorado/Participação | Eleitorado/Participação | 896   | 79,02 / 100,00  |

#### Aveleda
| Candidato               | Candidato               | Votos | %               |
| ----------------------- | ----------------------- | ----- | --------------- |
|                         | Aníbal Cavaco Silva     | 666   | 51,51 / 100,00  |
|                         | Manuel Alegre           | 245   | 18,95 / 100,00  |
|                         | Mário Soares            | 178   | 13,77 / 100,00  |
|                         | Jerónimo de Sousa       | 126   | 9,74 / 100,00   |
|                         | Francisco Louçã         | 74    | 5,72 / 100,00   |
|                         | Garcia Pereira          | 4     | 0,31 / 100,00   |
| Votos Inválidos         | Votos Inválidos         | 21    | 1,59 / 100,00   |
| Total                   | Total                   | 1 314 | 100,00 / 100,00 |
| Eleitorado/Participação | Eleitorado/Participação | 1 878 | 69,97 / 100,00  |

#### Braga - Cividade
| Candidato               | Candidato               | Votos | %               |
| ----------------------- | ----------------------- | ----- | --------------- |
|                         | Aníbal Cavaco Silva     | 626   | 56,19 / 100,00  |
|                         | Manuel Alegre           | 191   | 17,15 / 100,00  |
|                         | Mário Soares            | 168   | 15,08 / 100,00  |
|                         | Jerónimo de Sousa       | 66    | 5,92 / 100,00   |
|                         | Francisco Louçã         | 58    | 5,21 / 100,00   |
|                         | Garcia Pereira          | 5     | 0,45 / 100,00   |
| Votos Inválidos         | Votos Inválidos         | 16    | 1,41 / 100,00   |
| Total                   | Total                   | 1 130 | 100,00 / 100,00 |
| Eleitorado/Participação | Eleitorado/Participação | 1 652 | 68,40 / 100,00  |

#### Braga - Maximinos
| Candidato               | Candidato               | Votos | %               |
| ----------------------- | ----------------------- | ----- | --------------- |
|                         | Aníbal Cavaco Silva     | 2 094 | 47,24 / 100,00  |
|                         | Manuel Alegre           | 951   | 21,45 / 100,00  |
|                         | Mário Soares            | 689   | 15,54 / 100,00  |
|                         | Jerónimo de Sousa       | 413   | 9,32 / 100,00   |
|                         | Francisco Louçã         | 270   | 6,09 / 100,00   |
|                         | Garcia Pereira          | 16    | 0,36 / 100,00   |
| Votos Inválidos         | Votos Inválidos         | 77    | 1,71 / 100,00   |
| Total                   | Total                   | 4 510 | 100,00 / 100,00 |
| Eleitorado/Participação | Eleitorado/Participação | 6 742 | 66,89 / 100,00  |

#### Braga - São João do Souto
| Candidato               | Candidato               | Votos | %               |
| ----------------------- | ----------------------- | ----- | --------------- |
|                         | Aníbal Cavaco Silva     | 454   | 67,46 / 100,00  |
|                         | Manuel Alegre           | 92    | 13,67 / 100,00  |
|                         | Mário Soares            | 73    | 10,85 / 100,00  |
|                         | Jerónimo de Sousa       | 28    | 4,16 / 100,00   |
|                         | Francisco Louçã         | 20    | 2,97 / 100,00   |
|                         | Garcia Pereira          | 6     | 0,89 / 100,00   |
| Votos Inválidos         | Votos Inválidos         | 9     | 1,32 / 100,00   |
| Total                   | Total                   | 682   | 100,00 / 100,00 |
| Eleitorado/Participação | Eleitorado/Participação | 1 117 | 61,06 / 100,00  |

#### Braga - São José de São Lázaro
| Candidato               | Candidato               | Votos  | %               |
| ----------------------- | ----------------------- | ------ | --------------- |
|                         | Aníbal Cavaco Silva     | 4 267  | 50,73 / 100,00  |
|                         | Manuel Alegre           | 1 889  | 22,46 / 100,00  |
|                         | Mário Soares            | 1 239  | 14,73 / 100,00  |
|                         | Jerónimo de Sousa       | 562    | 6,68 / 100,00   |
|                         | Francisco Louçã         | 428    | 5,09 / 100,00   |
|                         | Garcia Pereira          | 26     | 0,31 / 100,00   |
| Votos Inválidos         | Votos Inválidos         | 149    | 1,74 / 100,00   |
| Total                   | Total                   | 8 560  | 100,00 / 100,00 |
| Eleitorado/Participação | Eleitorado/Participação | 12 210 | 70,11 / 100,00  |

#### Braga - São Vicente
| Candidato               | Candidato               | Votos | %               |
| ----------------------- | ----------------------- | ----- | --------------- |
|                         | Aníbal Cavaco Silva     | 2 652 | 45,61 / 100,00  |
|                         | Manuel Alegre           | 1 308 | 22,49 / 100,00  |
|                         | Mário Soares            | 936   | 16,10 / 100,00  |
|                         | Jerónimo de Sousa       | 569   | 9,79 / 100,00   |
|                         | Francisco Louçã         | 327   | 5,62 / 100,00   |
|                         | Garcia Pereira          | 23    | 0,40 / 100,00   |
| Votos Inválidos         | Votos Inválidos         | 95    | 1,60 / 100,00   |
| Total                   | Total                   | 5 910 | 100,00 / 100,00 |
| Eleitorado/Participação | Eleitorado/Participação | 8 774 | 67,36 / 100,00  |

#### Braga - São Victor
| Candidato               | Candidato               | Votos  | %               |
| ----------------------- | ----------------------- | ------ | --------------- |
|                         | Aníbal Cavaco Silva     | 6 135  | 48,05 / 100,00  |
|                         | Manuel Alegre           | 2 929  | 22,94 / 100,00  |
|                         | Mário Soares            | 1 793  | 14,04 / 100,00  |
|                         | Jerónimo de Sousa       | 1 088  | 8,52 / 100,00   |
|                         | Francisco Louçã         | 762    | 5,97 / 100,00   |
|                         | Garcia Pereira          | 60     | 0,47 / 100,00   |
| Votos Inválidos         | Votos Inválidos         | 195    | 1,50 / 100,00   |
| Total                   | Total                   | 12 962 | 100,00 / 100,00 |
| Eleitorado/Participação | Eleitorado/Participação | 19 210 | 67,48 / 100,00  |

#### Braga - Sé
| Candidato               | Candidato               | Votos | %               |
| ----------------------- | ----------------------- | ----- | --------------- |
|                         | Aníbal Cavaco Silva     | 1 242 | 43,04 / 100,00  |
|                         | Manuel Alegre           | 694   | 24,05 / 100,00  |
|                         | Mário Soares            | 466   | 16,15 / 100,00  |
|                         | Jerónimo de Sousa       | 289   | 10,01 / 100,00  |
|                         | Francisco Louçã         | 184   | 6,38 / 100,00   |
|                         | Garcia Pereira          | 11    | 0,38 / 100,00   |
| Votos Inválidos         | Votos Inválidos         | 51    | 1,73 / 100,00   |
| Total                   | Total                   | 2 937 | 100,00 / 100,00 |
| Eleitorado/Participação | Eleitorado/Participação | 4 290 | 68,46 / 100,00  |

#### Cabreiros
| Candidato               | Candidato               | Votos | %               |
| ----------------------- | ----------------------- | ----- | --------------- |
|                         | Aníbal Cavaco Silva     | 634   | 60,96 / 100,00  |
|                         | Manuel Alegre           | 144   | 13,85 / 100,00  |
|                         | Mário Soares            | 144   | 13,85 / 100,00  |
|                         | Jerónimo de Sousa       | 69    | 6,63 / 100,00   |
|                         | Francisco Louçã         | 48    | 4,62 / 100,00   |
|                         | Garcia Pereira          | 1     | 0,10 / 100,00   |
| Votos Inválidos         | Votos Inválidos         | 19    | 1,79 / 100,00   |
| Total                   | Total                   | 1 059 | 100,00 / 100,00 |
| Eleitorado/Participação | Eleitorado/Participação | 1 545 | 68,54 / 100,00  |

#### Celeirós
| Candidato               | Candidato               | Votos | %               |
| ----------------------- | ----------------------- | ----- | --------------- |
|                         | Aníbal Cavaco Silva     | 932   | 51,35 / 100,00  |
|                         | Manuel Alegre           | 331   | 18,24 / 100,00  |
|                         | Mário Soares            | 278   | 15,32 / 100,00  |
|                         | Jerónimo de Sousa       | 152   | 8,37 / 100,00   |
|                         | Francisco Louçã         | 116   | 6,39 / 100,00   |
|                         | Garcia Pereira          | 6     | 0,33 / 100,00   |
| Votos Inválidos         | Votos Inválidos         | 22    | 1,20 / 100,00   |
| Total                   | Total                   | 1 837 | 100,00 / 100,00 |
| Eleitorado/Participação | Eleitorado/Participação | 2 613 | 70,30 / 100,00  |

#### Crespos
| Candidato               | Candidato               | Votos | %               |
| ----------------------- | ----------------------- | ----- | --------------- |
|                         | Aníbal Cavaco Silva     | 302   | 58,30 / 100,00  |
|                         | Mário Soares            | 99    | 19,11 / 100,00  |
|                         | Manuel Alegre           | 68    | 13,13 / 100,00  |
|                         | Jerónimo de Sousa       | 27    | 5,21 / 100,00   |
|                         | Francisco Louçã         | 20    | 3,86 / 100,00   |
|                         | Garcia Pereira          | 2     | 0,39 / 100,00   |
| Votos Inválidos         | Votos Inválidos         | 9     | 1,71 / 100,00   |
| Total                   | Total                   | 527   | 100,00 / 100,00 |
| Eleitorado/Participação | Eleitorado/Participação | 849   | 62,07 / 100,00  |

#### Cunha
| Candidato               | Candidato               | Votos | %               |
| ----------------------- | ----------------------- | ----- | --------------- |
|                         | Aníbal Cavaco Silva     | 186   | 45,26 / 100,00  |
|                         | Mário Soares            | 124   | 30,17 / 100,00  |
|                         | Manuel Alegre           | 63    | 15,33 / 100,00  |
|                         | Francisco Louçã         | 19    | 4,62 / 100,00   |
|                         | Jerónimo de Sousa       | 17    | 4,14 / 100,00   |
|                         | Garcia Pereira          | 2     | 0,49 / 100,00   |
| Votos Inválidos         | Votos Inválidos         | 10    | 2,38 / 100,00   |
| Total                   | Total                   | 421   | 100,00 / 100,00 |
| Eleitorado/Participação | Eleitorado/Participação | 546   | 77,11 / 100,00  |

#### Dume
| Candidato               | Candidato               | Votos | %               |
| ----------------------- | ----------------------- | ----- | --------------- |
|                         | Aníbal Cavaco Silva     | 878   | 45,92 / 100,00  |
|                         | Manuel Alegre           | 415   | 21,71 / 100,00  |
|                         | Mário Soares            | 338   | 17,68 / 100,00  |
|                         | Jerónimo de Sousa       | 189   | 9,88 / 100,00   |
|                         | Francisco Louçã         | 83    | 4,34 / 100,00   |
|                         | Garcia Pereira          | 9     | 0,47 / 100,00   |
| Votos Inválidos         | Votos Inválidos         | 18    | 0,93 / 100,00   |
| Total                   | Total                   | 1 930 | 100,00 / 100,00 |
| Eleitorado/Participação | Eleitorado/Participação | 2 956 | 65,29 / 100,00  |

#### Escudeiros
| Candidato               | Candidato               | Votos | %               |
| ----------------------- | ----------------------- | ----- | --------------- |
|                         | Aníbal Cavaco Silva     | 357   | 64,67 / 100,00  |
|                         | Mário Soares            | 79    | 14,31 / 100,00  |
|                         | Manuel Alegre           | 48    | 8,70 / 100,00   |
|                         | Francisco Louçã         | 35    | 6,34 / 100,00   |
|                         | Jerónimo de Sousa       | 31    | 5,62 / 100,00   |
|                         | Garcia Pereira          | 2     | 0,36 / 100,00   |
| Votos Inválidos         | Votos Inválidos         | 7     | 1,26 / 100,00   |
| Total                   | Total                   | 559   | 100,00 / 100,00 |
| Eleitorado/Participação | Eleitorado/Participação | 836   | 66,87 / 100,00  |

#### Espinho
| Candidato               | Candidato               | Votos | %               |
| ----------------------- | ----------------------- | ----- | --------------- |
|                         | Aníbal Cavaco Silva     | 424   | 58,56 / 100,00  |
|                         | Manuel Alegre           | 129   | 17,82 / 100,00  |
|                         | Mário Soares            | 93    | 12,85 / 100,00  |
|                         | Jerónimo de Sousa       | 47    | 6,49 / 100,00   |
|                         | Francisco Louçã         | 28    | 3,87 / 100,00   |
|                         | Garcia Pereira          | 3     | 0,41 / 100,00   |
| Votos Inválidos         | Votos Inválidos         | 10    | 1,36 / 100,00   |
| Total                   | Total                   | 734   | 100,00 / 100,00 |
| Eleitorado/Participação | Eleitorado/Participação | 1 054 | 69,64 / 100,00  |

#### Esporões
| Candidato               | Candidato               | Votos | %               |
| ----------------------- | ----------------------- | ----- | --------------- |
|                         | Aníbal Cavaco Silva     | 723   | 67,89 / 100,00  |
|                         | Manuel Alegre           | 131   | 12,30 / 100,00  |
|                         | Mário Soares            | 103   | 9,67 / 100,00   |
|                         | Francisco Louçã         | 54    | 5,07 / 100,00   |
|                         | Jerónimo de Sousa       | 46    | 4,32 / 100,00   |
|                         | Garcia Pereira          | 8     | 0,75 / 100,00   |
| Votos Inválidos         | Votos Inválidos         | 9     | 0,84 / 100,00   |
| Total                   | Total                   | 1 074 | 100,00 / 100,00 |
| Eleitorado/Participação | Eleitorado/Participação | 1 516 | 70,84 / 100,00  |

#### Este São Mamede
| Candidato               | Candidato               | Votos | %               |
| ----------------------- | ----------------------- | ----- | --------------- |
|                         | Aníbal Cavaco Silva     | 532   | 54,73 / 100,00  |
|                         | Manuel Alegre           | 218   | 22,43 / 100,00  |
|                         | Mário Soares            | 106   | 10,91 / 100,00  |
|                         | Jerónimo de Sousa       | 60    | 6,17 / 100,00   |
|                         | Francisco Louçã         | 51    | 5,25 / 100,00   |
|                         | Garcia Pereira          | 5     | 0,51 / 100,00   |
| Votos Inválidos         | Votos Inválidos         | 11    | 1,12 / 100,00   |
| Total                   | Total                   | 983   | 100,00 / 100,00 |
| Eleitorado/Participação | Eleitorado/Participação | 1 458 | 67,42 / 100,00  |

#### Este São Pedro
| Candidato               | Candidato               | Votos | %               |
| ----------------------- | ----------------------- | ----- | --------------- |
|                         | Aníbal Cavaco Silva     | 623   | 54,36 / 100,00  |
|                         | Manuel Alegre           | 240   | 20,94 / 100,00  |
|                         | Mário Soares            | 153   | 13,35 / 100,00  |
|                         | Jerónimo de Sousa       | 77    | 6,72 / 100,00   |
|                         | Francisco Louçã         | 49    | 4,28 / 100,00   |
|                         | Garcia Pereira          | 4     | 0,35 / 100,00   |
| Votos Inválidos         | Votos Inválidos         | 17    | 1,46 / 100,00   |
| Total                   | Total                   | 1 163 | 100,00 / 100,00 |
| Eleitorado/Participação | Eleitorado/Participação | 1 576 | 73,79 / 100,00  |

#### Ferreiros
| Candidato               | Candidato               | Votos | %               |
| ----------------------- | ----------------------- | ----- | --------------- |
|                         | Aníbal Cavaco Silva     | 1 693 | 47,00 / 100,00  |
|                         | Manuel Alegre           | 746   | 20,71 / 100,00  |
|                         | Mário Soares            | 589   | 16,35 / 100,00  |
|                         | Jerónimo de Sousa       | 320   | 8,88 / 100,00   |
|                         | Francisco Louçã         | 243   | 6,75 / 100,00   |
|                         | Garcia Pereira          | 11    | 0,31 / 100,00   |
| Votos Inválidos         | Votos Inválidos         | 56    | 1,53 / 100,00   |
| Total                   | Total                   | 3 658 | 100,00 / 100,00 |
| Eleitorado/Participação | Eleitorado/Participação | 5 268 | 69,44 / 100,00  |

#### Figueiredo
| Candidato               | Candidato               | Votos | %               |
| ----------------------- | ----------------------- | ----- | --------------- |
|                         | Aníbal Cavaco Silva     | 514   | 63,46 / 100,00  |
|                         | Manuel Alegre           | 118   | 14,57 / 100,00  |
|                         | Mário Soares            | 100   | 12,35 / 100,00  |
|                         | Francisco Louçã         | 43    | 5,31 / 100,00   |
|                         | Jerónimo de Sousa       | 32    | 3,95 / 100,00   |
|                         | Garcia Pereira          | 3     | 0,37 / 100,00   |
| Votos Inválidos         | Votos Inválidos         | 8     | 0,97 / 100,00   |
| Total                   | Total                   | 818   | 100,00 / 100,00 |
| Eleitorado/Participação | Eleitorado/Participação | 1 047 | 78,13 / 100,00  |

#### Fradelos
| Candidato               | Candidato               | Votos | %               |
| ----------------------- | ----------------------- | ----- | --------------- |
|                         | Aníbal Cavaco Silva     | 333   | 71,61 / 100,00  |
|                         | Mário Soares            | 48    | 10,32 / 100,00  |
|                         | Manuel Alegre           | 47    | 10,11 / 100,00  |
|                         | Jerónimo de Sousa       | 18    | 3,87 / 100,00   |
|                         | Francisco Louçã         | 17    | 3,66 / 100,00   |
|                         | Garcia Pereira          | 2     | 0,43 / 100,00   |
| Votos Inválidos         | Votos Inválidos         | 5     | 1,06 / 100,00   |
| Total                   | Total                   | 470   | 100,00 / 100,00 |
| Eleitorado/Participação | Eleitorado/Participação | 608   | 77,30 / 100,00  |

#### Fraião
| Candidato               | Candidato               | Votos | %               |
| ----------------------- | ----------------------- | ----- | --------------- |
|                         | Aníbal Cavaco Silva     | 632   | 59,07 / 100,00  |
|                         | Manuel Alegre           | 195   | 18,22 / 100,00  |
|                         | Mário Soares            | 149   | 13,93 / 100,00  |
|                         | Francisco Louçã         | 57    | 5,33 / 100,00   |
|                         | Jerónimo de Sousa       | 37    | 3,46 / 100,00   |
|                         | Garcia Pereira          | 0     | 0,00 / 100,00   |
| Votos Inválidos         | Votos Inválidos         | 15    | 1,39 / 100,00   |
| Total                   | Total                   | 1 085 | 100,00 / 100,00 |
| Eleitorado/Participação | Eleitorado/Participação | 1 386 | 78,28 / 100,00  |

#### Frossos
| Candidato               | Candidato               | Votos | %               |
| ----------------------- | ----------------------- | ----- | --------------- |
|                         | Aníbal Cavaco Silva     | 376   | 42,34 / 100,00  |
|                         | Manuel Alegre           | 247   | 27,82 / 100,00  |
|                         | Mário Soares            | 139   | 15,65 / 100,00  |
|                         | Francisco Louçã         | 66    | 7,43 / 100,00   |
|                         | Jerónimo de Sousa       | 59    | 6,64 / 100,00   |
|                         | Garcia Pereira          | 1     | 0,11 / 100,00   |
| Votos Inválidos         | Votos Inválidos         | 18    | 1,98 / 100,00   |
| Total                   | Total                   | 906   | 100,00 / 100,00 |
| Eleitorado/Participação | Eleitorado/Participação | 1 240 | 73,06 / 100,00  |

#### Gondizalves
| Candidato               | Candidato               | Votos | %               |
| ----------------------- | ----------------------- | ----- | --------------- |
|                         | Aníbal Cavaco Silva     | 384   | 51,47 / 100,00  |
|                         | Manuel Alegre           | 146   | 19,57 / 100,00  |
|                         | Mário Soares            | 99    | 13,27 / 100,00  |
|                         | Jerónimo de Sousa       | 60    | 8,04 / 100,00   |
|                         | Francisco Louçã         | 56    | 7,51 / 100,00   |
|                         | Garcia Pereira          | 1     | 0,13 / 100,00   |
| Votos Inválidos         | Votos Inválidos         | 10    | 1,32 / 100,00   |
| Total                   | Total                   | 756   | 100,00 / 100,00 |
| Eleitorado/Participação | Eleitorado/Participação | 1 061 | 71,25 / 100,00  |

#### Gualtar
| Candidato               | Candidato               | Votos | %               |
| ----------------------- | ----------------------- | ----- | --------------- |
|                         | Aníbal Cavaco Silva     | 1 150 | 50,55 / 100,00  |
|                         | Manuel Alegre           | 494   | 21,71 / 100,00  |
|                         | Mário Soares            | 333   | 14,64 / 100,00  |
|                         | Jerónimo de Sousa       | 172   | 7,56 / 100,00   |
|                         | Francisco Louçã         | 115   | 5,05 / 100,00   |
|                         | Garcia Pereira          | 11    | 0,48 / 100,00   |
| Votos Inválidos         | Votos Inválidos         | 39    | 1,68 / 100,00   |
| Total                   | Total                   | 2 314 | 100,00 / 100,00 |
| Eleitorado/Participação | Eleitorado/Participação | 3 042 | 76,07 / 100,00  |

#### Guisande
| Candidato               | Candidato               | Votos | %               |
| ----------------------- | ----------------------- | ----- | --------------- |
|                         | Aníbal Cavaco Silva     | 186   | 68,13 / 100,00  |
|                         | Manuel Alegre           | 33    | 12,09 / 100,00  |
|                         | Mário Soares            | 27    | 9,89 / 100,00   |
|                         | Jerónimo de Sousa       | 17    | 6,23 / 100,00   |
|                         | Francisco Louçã         | 10    | 3,66 / 100,00   |
|                         | Garcia Pereira          | 0     | 0,00 / 100,00   |
| Votos Inválidos         | Votos Inválidos         | 2     | 0,72 / 100,00   |
| Total                   | Total                   | 275   | 100,00 / 100,00 |
| Eleitorado/Participação | Eleitorado/Participação | 398   | 69,10 / 100,00  |

#### Lamaçães
| Candidato               | Candidato               | Votos | %               |
| ----------------------- | ----------------------- | ----- | --------------- |
|                         | Aníbal Cavaco Silva     | 611   | 49,51 / 100,00  |
|                         | Manuel Alegre           | 325   | 26,34 / 100,00  |
|                         | Mário Soares            | 160   | 12,97 / 100,00  |
|                         | Francisco Louçã         | 70    | 5,67 / 100,00   |
|                         | Jerónimo de Sousa       | 64    | 5,19 / 100,00   |
|                         | Garcia Pereira          | 4     | 0,32 / 100,00   |
| Votos Inválidos         | Votos Inválidos         | 23    | 1,83 / 100,00   |
| Total                   | Total                   | 1 257 | 100,00 / 100,00 |
| Eleitorado/Participação | Eleitorado/Participação | 1 650 | 76,18 / 100,00  |

#### Lamas
| Candidato               | Candidato               | Votos | %               |
| ----------------------- | ----------------------- | ----- | --------------- |
|                         | Aníbal Cavaco Silva     | 307   | 69,14 / 100,00  |
|                         | Manuel Alegre           | 55    | 12,39 / 100,00  |
|                         | Mário Soares            | 43    | 9,68 / 100,00   |
|                         | Francisco Louçã         | 24    | 5,41 / 100,00   |
|                         | Jerónimo de Sousa       | 14    | 3,15 / 100,00   |
|                         | Garcia Pereira          | 1     | 0,23 / 100,00   |
| Votos Inválidos         | Votos Inválidos         | 5     | 1,12 / 100,00   |
| Total                   | Total                   | 449   | 100,00 / 100,00 |
| Eleitorado/Participação | Eleitorado/Participação | 537   | 83,61 / 100,00  |

#### Lomar
| Candidato               | Candidato               | Votos | %               |
| ----------------------- | ----------------------- | ----- | --------------- |
|                         | Aníbal Cavaco Silva     | 1 332 | 49,81 / 100,00  |
|                         | Manuel Alegre           | 582   | 21,77 / 100,00  |
|                         | Mário Soares            | 345   | 12,90 / 100,00  |
|                         | Jerónimo de Sousa       | 244   | 9,12 / 100,00   |
|                         | Francisco Louçã         | 158   | 5,91 / 100,00   |
|                         | Garcia Pereira          | 13    | 0,49 / 100,00   |
| Votos Inválidos         | Votos Inválidos         | 45    | 1,65 / 100,00   |
| Total                   | Total                   | 2 719 | 100,00 / 100,00 |
| Eleitorado/Participação | Eleitorado/Participação | 3 806 | 71,44 / 100,00  |

#### Merelim São Paio
| Candidato               | Candidato               | Votos | %               |
| ----------------------- | ----------------------- | ----- | --------------- |
|                         | Aníbal Cavaco Silva     | 536   | 40,45 / 100,00  |
|                         | Manuel Alegre           | 299   | 22,57 / 100,00  |
|                         | Mário Soares            | 201   | 15,17 / 100,00  |
|                         | Jerónimo de Sousa       | 188   | 14,19 / 100,00  |
|                         | Francisco Louçã         | 97    | 7,32 / 100,00   |
|                         | Garcia Pereira          | 4     | 0,30 / 100,00   |
| Votos Inválidos         | Votos Inválidos         | 19    | 1,41 / 100,00   |
| Total                   | Total                   | 1 344 | 100,00 / 100,00 |
| Eleitorado/Participação | Eleitorado/Participação | 2 015 | 66,70 / 100,00  |

#### Merelim São Pedro
| Candidato               | Candidato               | Votos | %               |
| ----------------------- | ----------------------- | ----- | --------------- |
|                         | Aníbal Cavaco Silva     | 606   | 54,16 / 100,00  |
|                         | Manuel Alegre           | 243   | 21,72 / 100,00  |
|                         | Mário Soares            | 139   | 12,42 / 100,00  |
|                         | Jerónimo de Sousa       | 72    | 6,43 / 100,00   |
|                         | Francisco Louçã         | 52    | 4,65 / 100,00   |
|                         | Garcia Pereira          | 7     | 0,63 / 100,00   |
| Votos Inválidos         | Votos Inválidos         | 24    | 2,10 / 100,00   |
| Total                   | Total                   | 1 143 | 100,00 / 100,00 |
| Eleitorado/Participação | Eleitorado/Participação | 1 559 | 73,32 / 100,00  |

#### Mire de Tibães
| Candidato               | Candidato               | Votos | %               |
| ----------------------- | ----------------------- | ----- | --------------- |
|                         | Aníbal Cavaco Silva     | 672   | 48,38 / 100,00  |
|                         | Manuel Alegre           | 280   | 20,16 / 100,00  |
|                         | Mário Soares            | 240   | 17,28 / 100,00  |
|                         | Jerónimo de Sousa       | 114   | 8,21 / 100,00   |
|                         | Francisco Louçã         | 80    | 5,76 / 100,00   |
|                         | Garcia Pereira          | 3     | 0,22 / 100,00   |
| Votos Inválidos         | Votos Inválidos         | 21    | 1,49 / 100,00   |
| Total                   | Total                   | 1 410 | 100,00 / 100,00 |
| Eleitorado/Participação | Eleitorado/Participação | 1 995 | 70,68 / 100,00  |

#### Morreira
| Candidato               | Candidato               | Votos | %               |
| ----------------------- | ----------------------- | ----- | --------------- |
|                         | Aníbal Cavaco Silva     | 356   | 68,73 / 100,00  |
|                         | Mário Soares            | 69    | 13,32 / 100,00  |
|                         | Manuel Alegre           | 48    | 9,27 / 100,00   |
|                         | Jerónimo de Sousa       | 22    | 4,25 / 100,00   |
|                         | Francisco Louçã         | 20    | 3,86 / 100,00   |
|                         | Garcia Pereira          | 3     | 0,58 / 100,00   |
| Votos Inválidos         | Votos Inválidos         | 8     | 1,52 / 100,00   |
| Total                   | Total                   | 526   | 100,00 / 100,00 |
| Eleitorado/Participação | Eleitorado/Participação | 754   | 69,76 / 100,00  |

#### Navarra
| Candidato               | Candidato               | Votos | %               |
| ----------------------- | ----------------------- | ----- | --------------- |
|                         | Aníbal Cavaco Silva     | 144   | 59,75 / 100,00  |
|                         | Mário Soares            | 40    | 16,60 / 100,00  |
|                         | Manuel Alegre           | 38    | 15,77 / 100,00  |
|                         | Jerónimo de Sousa       | 10    | 4,15 / 100,00   |
|                         | Francisco Louçã         | 8     | 3,32 / 100,00   |
|                         | Garcia Pereira          | 1     | 0,41 / 100,00   |
| Votos Inválidos         | Votos Inválidos         | 4     | 1,63 / 100,00   |
| Total                   | Total                   | 245   | 100,00 / 100,00 |
| Eleitorado/Participação | Eleitorado/Participação | 402   | 60,95 / 100,00  |

#### Nogueira
| Candidato               | Candidato               | Votos | %               |
| ----------------------- | ----------------------- | ----- | --------------- |
|                         | Aníbal Cavaco Silva     | 1 460 | 46,73 / 100,00  |
|                         | Manuel Alegre           | 727   | 23,27 / 100,00  |
|                         | Mário Soares            | 509   | 16,29 / 100,00  |
|                         | Jerónimo de Sousa       | 234   | 7,49 / 100,00   |
|                         | Francisco Louçã         | 186   | 5,95 / 100,00   |
|                         | Garcia Pereira          | 8     | 0,26 / 100,00   |
| Votos Inválidos         | Votos Inválidos         | 53    | 1,67 / 100,00   |
| Total                   | Total                   | 3 177 | 100,00 / 100,00 |
| Eleitorado/Participação | Eleitorado/Participação | 4 372 | 72,67 / 100,00  |

#### Nogueiró
| Candidato               | Candidato               | Votos | %               |
| ----------------------- | ----------------------- | ----- | --------------- |
|                         | Aníbal Cavaco Silva     | 520   | 51,64 / 100,00  |
|                         | Manuel Alegre           | 230   | 22,84 / 100,00  |
|                         | Mário Soares            | 121   | 12,02 / 100,00  |
|                         | Jerónimo de Sousa       | 79    | 7,85 / 100,00   |
|                         | Francisco Louçã         | 51    | 5,06 / 100,00   |
|                         | Garcia Pereira          | 6     | 0,60 / 100,00   |
| Votos Inválidos         | Votos Inválidos         | 18    | 1,71 / 100,00   |
| Total                   | Total                   | 1 025 | 100,00 / 100,00 |
| Eleitorado/Participação | Eleitorado/Participação | 1 379 | 74,33 / 100,00  |

#### Oliveira São Pedro
| Candidato               | Candidato               | Votos | %               |
| ----------------------- | ----------------------- | ----- | --------------- |
|                         | Aníbal Cavaco Silva     | 215   | 58,74 / 100,00  |
|                         | Manuel Alegre           | 55    | 15,03 / 100,00  |
|                         | Mário Soares            | 46    | 12,57 / 100,00  |
|                         | Jerónimo de Sousa       | 30    | 8,20 / 100,00   |
|                         | Francisco Louçã         | 18    | 4,92 / 100,00   |
|                         | Garcia Pereira          | 2     | 0,55 / 100,00   |
| Votos Inválidos         | Votos Inválidos         | 6     | 1,62 / 100,00   |
| Total                   | Total                   | 372   | 100,00 / 100,00 |
| Eleitorado/Participação | Eleitorado/Participação | 507   | 73,37 / 100,00  |

#### Padim de Graça
| Candidato               | Candidato               | Votos | %               |
| ----------------------- | ----------------------- | ----- | --------------- |
|                         | Aníbal Cavaco Silva     | 593   | 58,14 / 100,00  |
|                         | Manuel Alegre           | 184   | 18,04 / 100,00  |
|                         | Mário Soares            | 153   | 15,00 / 100,00  |
|                         | Jerónimo de Sousa       | 53    | 5,20 / 100,00   |
|                         | Francisco Louçã         | 34    | 3,33 / 100,00   |
|                         | Garcia Pereira          | 3     | 0,29 / 100,00   |
| Votos Inválidos         | Votos Inválidos         | 14    | 1,35 / 100,00   |
| Total                   | Total                   | 1 034 | 100,00 / 100,00 |
| Eleitorado/Participação | Eleitorado/Participação | 1 377 | 75,09 / 100,00  |

#### Palmeira
| Candidato               | Candidato               | Votos | %               |
| ----------------------- | ----------------------- | ----- | --------------- |
|                         | Aníbal Cavaco Silva     | 1 473 | 52,23 / 100,00  |
|                         | Manuel Alegre           | 620   | 21,99 / 100,00  |
|                         | Mário Soares            | 386   | 13,69 / 100,00  |
|                         | Jerónimo de Sousa       | 173   | 6,13 / 100,00   |
|                         | Francisco Louçã         | 153   | 5,43 / 100,00   |
|                         | Garcia Pereira          | 15    | 0,53 / 100,00   |
| Votos Inválidos         | Votos Inválidos         | 31    | 1,09 / 100,00   |
| Total                   | Total                   | 2 851 | 100,00 / 100,00 |
| Eleitorado/Participação | Eleitorado/Participação | 4 352 | 65,51 / 100,00  |

#### Panóias
| Candidato               | Candidato               | Votos | %               |
| ----------------------- | ----------------------- | ----- | --------------- |
|                         | Aníbal Cavaco Silva     | 343   | 44,43 / 100,00  |
|                         | Manuel Alegre           | 148   | 19,17 / 100,00  |
|                         | Mário Soares            | 126   | 16,32 / 100,00  |
|                         | Jerónimo de Sousa       | 96    | 12,44 / 100,00  |
|                         | Francisco Louçã         | 57    | 7,38 / 100,00   |
|                         | Garcia Pereira          | 2     | 0,26 / 100,00   |
| Votos Inválidos         | Votos Inválidos         | 7     | 0,90 / 100,00   |
| Total                   | Total                   | 779   | 100,00 / 100,00 |
| Eleitorado/Participação | Eleitorado/Participação | 1 104 | 70,56 / 100,00  |

#### Parada de Tibães
| Candidato               | Candidato               | Votos | %               |
| ----------------------- | ----------------------- | ----- | --------------- |
|                         | Aníbal Cavaco Silva     | 275   | 53,09 / 100,00  |
|                         | Manuel Alegre           | 106   | 20,46 / 100,00  |
|                         | Mário Soares            | 78    | 15,06 / 100,00  |
|                         | Jerónimo de Sousa       | 44    | 8,49 / 100,00   |
|                         | Francisco Louçã         | 13    | 2,51 / 100,00   |
|                         | Garcia Pereira          | 2     | 0,39 / 100,00   |
| Votos Inválidos         | Votos Inválidos         | 5     | 0,95 / 100,00   |
| Total                   | Total                   | 523   | 100,00 / 100,00 |
| Eleitorado/Participação | Eleitorado/Participação | 668   | 78,29 / 100,00  |

#### Passos São Julião
| Candidato               | Candidato               | Votos | %               |
| ----------------------- | ----------------------- | ----- | --------------- |
|                         | Aníbal Cavaco Silva     | 315   | 67,60 / 100,00  |
|                         | Manuel Alegre           | 58    | 12,45 / 100,00  |
|                         | Mário Soares            | 57    | 12,23 / 100,00  |
|                         | Jerónimo de Sousa       | 21    | 4,51 / 100,00   |
|                         | Francisco Louçã         | 13    | 2,79 / 100,00   |
|                         | Garcia Pereira          | 2     | 0,43 / 100,00   |
| Votos Inválidos         | Votos Inválidos         | 5     | 1,06 / 100,00   |
| Total                   | Total                   | 471   | 100,00 / 100,00 |
| Eleitorado/Participação | Eleitorado/Participação | 626   | 75,24 / 100,00  |

#### Pedralva
| Candidato               | Candidato               | Votos | %               |
| ----------------------- | ----------------------- | ----- | --------------- |
|                         | Aníbal Cavaco Silva     | 382   | 62,01 / 100,00  |
|                         | Mário Soares            | 92    | 14,94 / 100,00  |
|                         | Manuel Alegre           | 62    | 10,06 / 100,00  |
|                         | Jerónimo de Sousa       | 55    | 8,93 / 100,00   |
|                         | Francisco Louçã         | 22    | 3,57 / 100,00   |
|                         | Garcia Pereira          | 3     | 0,49 / 100,00   |
| Votos Inválidos         | Votos Inválidos         | 3     | 0,48 / 100,00   |
| Total                   | Total                   | 619   | 100,00 / 100,00 |
| Eleitorado/Participação | Eleitorado/Participação | 971   | 63,75 / 100,00  |

#### Penso Santo Estêvão
| Candidato               | Candidato               | Votos | %               |
| ----------------------- | ----------------------- | ----- | --------------- |
|                         | Aníbal Cavaco Silva     | 149   | 62,08 / 100,00  |
|                         | Mário Soares            | 34    | 14,17 / 100,00  |
|                         | Manuel Alegre           | 32    | 13,33 / 100,00  |
|                         | Jerónimo de Sousa       | 20    | 8,33 / 100,00   |
|                         | Francisco Louçã         | 5     | 2,08 / 100,00   |
|                         | Garcia Pereira          | 0     | 0,00 / 100,00   |
| Votos Inválidos         | Votos Inválidos         | 7     | 2,83 / 100,00   |
| Total                   | Total                   | 247   | 100,00 / 100,00 |
| Eleitorado/Participação | Eleitorado/Participação | 324   | 76,23 / 100,00  |

#### Penso São Vicente
| Candidato               | Candidato               | Votos | %               |
| ----------------------- | ----------------------- | ----- | --------------- |
|                         | Aníbal Cavaco Silva     | 188   | 68,36 / 100,00  |
|                         | Mário Soares            | 36    | 13,09 / 100,00  |
|                         | Manuel Alegre           | 31    | 11,27 / 100,00  |
|                         | Jerónimo de Sousa       | 12    | 4,36 / 100,00   |
|                         | Francisco Louçã         | 8     | 2,91 / 100,00   |
|                         | Garcia Pereira          | 0     | 0,00 / 100,00   |
| Votos Inválidos         | Votos Inválidos         | 4     | 1,44 / 100,00   |
| Total                   | Total                   | 279   | 100,00 / 100,00 |
| Eleitorado/Participação | Eleitorado/Participação | 371   | 75,20 / 100,00  |

#### Pousada
| Candidato               | Candidato               | Votos | %               |
| ----------------------- | ----------------------- | ----- | --------------- |
|                         | Aníbal Cavaco Silva     | 181   | 68,05 / 100,00  |
|                         | Manuel Alegre           | 36    | 13,53 / 100,00  |
|                         | Mário Soares            | 36    | 13,53 / 100,00  |
|                         | Francisco Louçã         | 8     | 3,01 / 100,00   |
|                         | Jerónimo de Sousa       | 4     | 1,50 / 100,00   |
|                         | Garcia Pereira          | 1     | 0,38 / 100,00   |
| Votos Inválidos         | Votos Inválidos         | 2     | 0,75 / 100,00   |
| Total                   | Total                   | 268   | 100,00 / 100,00 |
| Eleitorado/Participação | Eleitorado/Participação | 397   | 67,51 / 100,00  |

#### Priscos
| Candidato               | Candidato               | Votos | %               |
| ----------------------- | ----------------------- | ----- | --------------- |
|                         | Aníbal Cavaco Silva     | 505   | 69,27 / 100,00  |
|                         | Manuel Alegre           | 94    | 12,89 / 100,00  |
|                         | Mário Soares            | 61    | 8,37 / 100,00   |
|                         | Jerónimo de Sousa       | 41    | 5,62 / 100,00   |
|                         | Francisco Louçã         | 28    | 3,84 / 100,00   |
|                         | Garcia Pereira          | 0     | 0,00 / 100,00   |
| Votos Inválidos         | Votos Inválidos         | 4     | 0,55 / 100,00   |
| Total                   | Total                   | 733   | 100,00 / 100,00 |
| Eleitorado/Participação | Eleitorado/Participação | 1 059 | 69,22 / 100,00  |

#### Real
| Candidato               | Candidato               | Votos | %               |
| ----------------------- | ----------------------- | ----- | --------------- |
|                         | Aníbal Cavaco Silva     | 1 167 | 42,70 / 100,00  |
|                         | Manuel Alegre           | 631   | 23,09 / 100,00  |
|                         | Mário Soares            | 404   | 14,78 / 100,00  |
|                         | Jerónimo de Sousa       | 334   | 12,22 / 100,00  |
|                         | Francisco Louçã         | 185   | 6,77 / 100,00   |
|                         | Garcia Pereira          | 12    | 0,44 / 100,00   |
| Votos Inválidos         | Votos Inválidos         | 49    | 1,76 / 100,00   |
| Total                   | Total                   | 2 782 | 100,00 / 100,00 |
| Eleitorado/Participação | Eleitorado/Participação | 3 924 | 70,90 / 100,00  |

#### Ruilhe
| Candidato               | Candidato               | Votos | %               |
| ----------------------- | ----------------------- | ----- | --------------- |
|                         | Aníbal Cavaco Silva     | 407   | 55,15 / 100,00  |
|                         | Manuel Alegre           | 151   | 20,46 / 100,00  |
|                         | Mário Soares            | 77    | 10,43 / 100,00  |
|                         | Jerónimo de Sousa       | 50    | 6,78 / 100,00   |
|                         | Francisco Louçã         | 50    | 6,78 / 100,00   |
|                         | Garcia Pereira          | 3     | 0,41 / 100,00   |
| Votos Inválidos         | Votos Inválidos         | 18    | 2,38 / 100,00   |
| Total                   | Total                   | 756   | 100,00 / 100,00 |
| Eleitorado/Participação | Eleitorado/Participação | 1 018 | 74,26 / 100,00  |

#### Santa Lucrécia de Algeriz
| Candidato               | Candidato               | Votos | %               |
| ----------------------- | ----------------------- | ----- | --------------- |
|                         | Aníbal Cavaco Silva     | 149   | 50,00 / 100,00  |
|                         | Mário Soares            | 58    | 19,46 / 100,00  |
|                         | Manuel Alegre           | 50    | 16,78 / 100,00  |
|                         | Jerónimo de Sousa       | 30    | 10,07 / 100,00  |
|                         | Francisco Louçã         | 10    | 3,36 / 100,00   |
|                         | Garcia Pereira          | 1     | 0,34 / 100,00   |
| Votos Inválidos         | Votos Inválidos         | 2     | 0,66 / 100,00   |
| Total                   | Total                   | 300   | 100,00 / 100,00 |
| Eleitorado/Participação | Eleitorado/Participação | 449   | 66,82 / 100,00  |

#### Semelhe
| Candidato               | Candidato               | Votos | %               |
| ----------------------- | ----------------------- | ----- | --------------- |
|                         | Aníbal Cavaco Silva     | 272   | 56,08 / 100,00  |
|                         | Manuel Alegre           | 93    | 19,18 / 100,00  |
|                         | Mário Soares            | 68    | 14,02 / 100,00  |
|                         | Francisco Louçã         | 26    | 5,36 / 100,00   |
|                         | Jerónimo de Sousa       | 24    | 4,95 / 100,00   |
|                         | Garcia Pereira          | 2     | 0,41 / 100,00   |
| Votos Inválidos         | Votos Inválidos         | 5     | 1,02 / 100,00   |
| Total                   | Total                   | 490   | 100,00 / 100,00 |
| Eleitorado/Participação | Eleitorado/Participação | 659   | 74,36 / 100,00  |

#### Sequeira
| Candidato               | Candidato               | Votos | %               |
| ----------------------- | ----------------------- | ----- | --------------- |
|                         | Aníbal Cavaco Silva     | 696   | 55,68 / 100,00  |
|                         | Manuel Alegre           | 230   | 18,40 / 100,00  |
|                         | Mário Soares            | 169   | 13,52 / 100,00  |
|                         | Francisco Louçã         | 78    | 6,24 / 100,00   |
|                         | Jerónimo de Sousa       | 75    | 6,00 / 100,00   |
|                         | Garcia Pereira          | 2     | 0,16 / 100,00   |
| Votos Inválidos         | Votos Inválidos         | 24    | 1,88 / 100,00   |
| Total                   | Total                   | 1 274 | 100,00 / 100,00 |
| Eleitorado/Participação | Eleitorado/Participação | 1 823 | 69,88 / 100,00  |

#### Sobreposta
| Candidato               | Candidato               | Votos | %               |
| ----------------------- | ----------------------- | ----- | --------------- |
|                         | Aníbal Cavaco Silva     | 480   | 72,18 / 100,00  |
|                         | Mário Soares            | 67    | 10,08 / 100,00  |
|                         | Manuel Alegre           | 58    | 8,72 / 100,00   |
|                         | Francisco Louçã         | 29    | 4,36 / 100,00   |
|                         | Jerónimo de Sousa       | 28    | 4,21 / 100,00   |
|                         | Garcia Pereira          | 3     | 0,45 / 100,00   |
| Votos Inválidos         | Votos Inválidos         | 14    | 2,07 / 100,00   |
| Total                   | Total                   | 679   | 100,00 / 100,00 |
| Eleitorado/Participação | Eleitorado/Participação | 979   | 69,36 / 100,00  |

#### Tadim
| Candidato               | Candidato               | Votos | %               |
| ----------------------- | ----------------------- | ----- | --------------- |
|                         | Aníbal Cavaco Silva     | 321   | 55,44 / 100,00  |
|                         | Mário Soares            | 96    | 16,58 / 100,00  |
|                         | Manuel Alegre           | 89    | 15,37 / 100,00  |
|                         | Jerónimo de Sousa       | 43    | 7,43 / 100,00   |
|                         | Francisco Louçã         | 29    | 5,01 / 100,00   |
|                         | Garcia Pereira          | 1     | 0,17 / 100,00   |
| Votos Inválidos         | Votos Inválidos         | 5     | 0,85 / 100,00   |
| Total                   | Total                   | 584   | 100,00 / 100,00 |
| Eleitorado/Participação | Eleitorado/Participação | 806   | 72,46 / 100,00  |

#### Tebosa
| Candidato               | Candidato               | Votos | %               |
| ----------------------- | ----------------------- | ----- | --------------- |
|                         | Aníbal Cavaco Silva     | 383   | 61,48 / 100,00  |
|                         | Mário Soares            | 105   | 16,85 / 100,00  |
|                         | Manuel Alegre           | 94    | 15,09 / 100,00  |
|                         | Jerónimo de Sousa       | 23    | 3,69 / 100,00   |
|                         | Francisco Louçã         | 17    | 2,73 / 100,00   |
|                         | Garcia Pereira          | 1     | 0,16 / 100,00   |
| Votos Inválidos         | Votos Inválidos         | 6     | 0,95 / 100,00   |
| Total                   | Total                   | 629   | 100,00 / 100,00 |
| Eleitorado/Participação | Eleitorado/Participação | 889   | 70,75 / 100,00  |

#### Tenões
| Candidato               | Candidato               | Votos | %               |
| ----------------------- | ----------------------- | ----- | --------------- |
|                         | Aníbal Cavaco Silva     | 328   | 46,66 / 100,00  |
|                         | Manuel Alegre           | 172   | 24,47 / 100,00  |
|                         | Mário Soares            | 100   | 14,22 / 100,00  |
|                         | Jerónimo de Sousa       | 65    | 9,25 / 100,00   |
|                         | Francisco Louçã         | 33    | 4,69 / 100,00   |
|                         | Garcia Pereira          | 5     | 0,71 / 100,00   |
| Votos Inválidos         | Votos Inválidos         | 13    | 1,82 / 100,00   |
| Total                   | Total                   | 716   | 100,00 / 100,00 |
| Eleitorado/Participação | Eleitorado/Participação | 919   | 77,91 / 100,00  |

#### Trandeiras
| Candidato               | Candidato               | Votos | %               |
| ----------------------- | ----------------------- | ----- | --------------- |
|                         | Aníbal Cavaco Silva     | 329   | 67,84 / 100,00  |
|                         | Mário Soares            | 61    | 12,58 / 100,00  |
|                         | Manuel Alegre           | 59    | 12,16 / 100,00  |
|                         | Jerónimo de Sousa       | 19    | 3,92 / 100,00   |
|                         | Francisco Louçã         | 16    | 3,30 / 100,00   |
|                         | Garcia Pereira          | 1     | 0,21 / 100,00   |
| Votos Inválidos         | Votos Inválidos         | 8     | 1,62 / 100,00   |
| Total                   | Total                   | 493   | 100,00 / 100,00 |
| Eleitorado/Participação | Eleitorado/Participação | 630   | 78,25 / 100,00  |

#### Vilaça
| Candidato               | Candidato               | Votos | %               |
| ----------------------- | ----------------------- | ----- | --------------- |
|                         | Aníbal Cavaco Silva     | 339   | 59,47 / 100,00  |
|                         | Manuel Alegre           | 89    | 15,61 / 100,00  |
|                         | Mário Soares            | 62    | 10,88 / 100,00  |
|                         | Jerónimo de Sousa       | 47    | 8,25 / 100,00   |
|                         | Francisco Louçã         | 33    | 5,79 / 100,00   |
|                         | Garcia Pereira          | 0     | 0,00 / 100,00   |
| Votos Inválidos         | Votos Inválidos         | 7     | 1,22 / 100,00   |
| Total                   | Total                   | 577   | 100,00 / 100,00 |
| Eleitorado/Participação | Eleitorado/Participação | 769   | 75,03 / 100,00  |

#### Vimieiro
| Candidato               | Candidato               | Votos | %               |
| ----------------------- | ----------------------- | ----- | --------------- |
|                         | Aníbal Cavaco Silva     | 435   | 62,41 / 100,00  |
|                         | Manuel Alegre           | 89    | 12,77 / 100,00  |
|                         | Mário Soares            | 87    | 12,48 / 100,00  |
|                         | Jerónimo de Sousa       | 52    | 7,46 / 100,00   |
|                         | Francisco Louçã         | 32    | 4,59 / 100,00   |
|                         | Garcia Pereira          | 2     | 0,29 / 100,00   |
| Votos Inválidos         | Votos Inválidos         | 6     | 0,86 / 100,00   |
| Total                   | Total                   | 703   | 100,00 / 100,00 |
| Eleitorado/Participação | Eleitorado/Participação | 894   | 78,64 / 100,00  |